# Dictyna xizangensis
Dictyna xizangensis là một loài nhện trong họ Dictynidae.
Loài này thuộc chi Dictyna. Dictyna xizangensis được miêu tả năm 1987 bởi Hu & S. Q. Li.